# Razdvojeni narod
Razdvojeni narod (izvirni naslov Das Zerrissene Volk: Slowenien 1941-1945, Okkupation, Kollaboration, Bürgkrieg, Revolution) je zgodovinska monografija, delo avtorice Tamare Griesser - Pečar. Delo je bilo v izvirniku izdano leta 2003, medtem ko je slovenski prevod izšel istega leta pri Založbi Mladinska knjiga.
Razvojeni narod je zgodovinska raziskava, ki se ukvarja s preučevanjem vzrokov, dogodkov, udeležencev in posledic druge svetovne vojne na Slovenskem. Avtorica je skušala razumeti in objektivno predstaviti tematiko s preučevanjem in navajanjem številnih sodobnih dokumentov in današnjih virov.